# NGC 1567
إن جي سي 1567 (بالفرنسية: NGC 1567)‏ التي يرمز لها بالرمز NGC 1567، هي مجرة، في كوكبة آلة النقاش.

## الاكتشاف
اكتشفت في 28 ديسمبر 1834، بواسطة جون هيرشل.